# Cyrtandra toviana
Cyrtandra toviana är en tvåhjärtbladig växtart som beskrevs av F. Brown. Cyrtandra toviana ingår i släktet Cyrtandra och familjen Gesneriaceae. Inga underarter finns listade i Catalogue of Life.